# Lophodermium neesii
Lophodermium neesii är en svampart som beskrevs av Duby 1862. Lophodermium neesii ingår i släktet Lophodermium och familjen Rhytismataceae.   Inga underarter finns listade i Catalogue of Life.